# Mário Tito
Mário Tito (Bom Jardim, 6 de novembro de 1941 — Rio de Janeiro, 9 de março de 1997), foi um futebolista brasileiro, que atuou como zagueiro, com grande destaque no Bangu.

## Carreira
Mário Tito começou a jogar futebol no Bangu em 1958, num time que tinha o atacante Zizinho e o zagueiro Zózimo. Na década de 60, foi um dos grandes nomes na zaga no Brasil, sendo convocado inclusive para a Seleção Brasileira que disputou o Sul-Americano de 1963.
No Bangu, Mário Tito conquistou o lendário Campeonato Carioca de 1966, em cima do Flamengo. A partida terminou 3–0 para o time alvirrubro, e ficou marcada pela grande briga entre os jogadores em pleno Estádio Maracanã. O Bangu tinha grandes jogadores como Aladim, Fidélis, Cabralzinho, Ubirajara, Ocimar, Ladeira, Ari Clemente e Paulo Borges.
Ficou no time de Castor de Andrade até 1968, quando aceitou uma proposta para jogar no Cruzeiro. O time mineiro era base da seleção brasileira e tinha craques como Tostão, Piazza, Raul, Dirceu Lopes, mas que perdera os zagueiros Procópio (machucado por Pelé) e William. A diretoria tratou de ir ao Rio e contratar Mário Tito junto ao Bangu e Fontana junto ao Vasco. Tão logo formaram uma grande dupla de zaga em Minas Gerais. Pela Raposa, Mário Tito conquistou o Campeonato Mineiro de 1969.
Após o Brasileirão de 1971, e sem espaço no time, Mário Tito se desliga do Cruzeiro e volta ao Rio para jogar no Olaria Atlético Clube, onde fica até 1975 para jogar no Galícia e volta novamente ao Olaria ainda em 1975 para encerrar sua carreira no ano seguinte, aos 34 anos de idade. Em 1975, Mário e outros cinco jogadores acusaram o árbitro Neri José Proença, que depois seria citado na denúncia na Máfia da Loteria Esportiva, e o jornalista Ênio Monteiro de oferecer suborno. O grupo estaria interessado em fraudar os resultados da loteria esportiva e teria oferecido Cr$ 10 mil Cruzeiros para cada jogador.

## Seleção Brasileira
Mesmo sendo um dos grandes zagueiros brasileiros da década de 1960, Mário Tito foi convocado pela Seleção Brasileira apenas para a disputa do Sul-Americano de 1963, realizado na Bolívia. O Brasil não foi representado pela sua seleção principal, mas sim por jovens promessas e alguns jogadores que eram observados para convocações futuras. Mário só atuou em uma partida, na derrota para a Argentina por 3–0, substituindo o também zagueiro William logo no primeiro minuto do segundo tempo. O Brasil terminaria o torneio na quarta posição e depois disso, Mário jamais fora convocado para vestir a Amarelinha.

## O Bangu virou "Houston Stars"
Em 1966, um grupo de empresários criou uma nova liga de futebol a North American Soccer League (NASL), em concorrência com a National Professional Soccer League (NPSL).
Em 1967, o Bangu foi convidado a participar de um torneio nos Estados Unidos promovido pela NASL, representando o Houston Stars. Além do Bangu, outros clubes a redor do mundo foram convidados e representaram clubes norte-americanos: Los Angeles Wolves (Wolverhampton, da Inglaterra), San Francisco Golden Gate Gales (ADO Den Haag, da Holanda), Chicago Mustangs (Cagliari, da Itália), Vancouver Royal Canadians (Sunderland, da Inglaterra) e Dallas Tornado (Dundee United, da Escócia).

## Títulos
Bangu
- Campeonato Carioca: 1966

Cruzeiro
- Campeonato Mineiro: 1969